# 1133
Cette page concerne l'année 1133  du calendrier julien. Pour l'année 1133 av. J.-C., voir 1133 av. J.-C.
L'année 1133 est une année commune qui commence un dimanche.

## Événements
- Janvier : les Turcs, menacés par la victoire du calife abbasside Al-Mustarchid, font leur unité autour d’un seul prétendant seldjoukide, Massoud, le frère de Mahmoud II. Massoud se présente à Bagdad pour obtenir sa couronne des mains du calife, qui en profite pour le sermonner lors de la cérémonie[1]. Cette même année, Massoud l’emporte sur son frère Toghrul II, qui faisait autorité dans les provinces orientales[2].

- Fin juin : Al-Mustarchid marche sur Mossoul, bien décidé à en finir avec Zanki[3]. Massoud ne cherche pas à l’en dissuader, lui suggérant même de réunir la Syrie et l’Irak en un seul État sous son autorité. Zanki, aidé en sous-main par Massoud, résiste durant trois mois au siège du calife, qui doit abandonner[1].

- 6 août : l’Atabey de Damas Ismaël s'empare de Hama, puis de Shaizar et de la forteresse de Shâqîf Tirun[4].

- En Chine, création par le bonze Mao Ziyuan de la Secte du lotus blanc[5], école bouddhique qui sera interdite pour la première fois en 1308 et donnera naissance dans les siècles suivants à de nombreuses sectes syncrétistes et sociétés secrètes.

### Europe
- 19 mars : Gênes est élevée au rang d’archevêché[6]. Les évêchés de Corse sont séparés entre les métropoles de Gênes et de Pise.

- 4 juin : 
  - Lothaire III de Saxe se fait couronner empereur par le pape Innocent II au Latran (l’antipape Anaclet II tenant Saint-Pierre)[7]. L’empereur descend en Italie, se fait couronner par Innocent II rentré à Rome et se fait concéder en fief les biens de la comtesse Mathilde (8 juin)[8].
  - Innocent II, subissant les pressions du Saint-Empire, publie la bulle Sacrosancta  refusant l’indépendance de l’archevêché de Gniezno[9] (annulée par la bulle de Gniezno en 1135).

- 2 août : Henri Ier quitte l’Angleterre pour la Normandie. Les barons anglo-normands renouvellent leur serment de reconnaître Mathilde l’Emperesse comme héritière du trône ainsi que son fils Henri II, né le 5 mars[10].

- L’université d'Oxford en Angleterre est rénovée par le théologien Robert Pullen et quelques étudiants chassés de Paris[11].

- La reine Adélaïde de Savoie fonde l’abbaye de Montmartre[12].